# Josef Dittmeier
Josef Dittmeier (* 17. September 1919 in Morlesau; † 4. März 1990 in Plattling) war ein deutscher Politiker (SPD).

## Leben
Die Familie Dittmeier zog 1926 nach Plattling, nachdem der Vater versetzt worden war. In Plattling besuchte Josef die Volks- und Berufsschule. 1934 begann er beim Bahnhof Plattling als Junghelfer und arbeitete dort bis 1939 an verschiedenen Dienstzweigen. Im Zweiten Weltkrieg gehörte er der Wehrmacht an, wurde in Frankreich, Russland und den Niederlanden eingesetzt und insgesamt viermal verwundet. 1945 saß er von Januar bis September in englischer Kriegsgefangenschaft. Später wurde Dittmeier politisch aktiv: Er gehörte ab 1952 dem Stadtrat von Plattling, ab 1956 dem Kreistag des Landkreises Deggendorf, ab 1962 dem Bezirkstag von Niederbayern und von 1970 bis 1978 dem bayerischen Landtag an.